# Caso superesivo
El caso superesivo es el caso gramatical que indica posición sobre la superficie de algo.
Es característico de las lenguas fino-úgricas, mientras que lo normal es utilizar preposiciones.
Por ejemplo, en húngaro: "a könyveken" significa "sobre los libros".
En finés se da en algunos pronombres.
- Datos: Q222355